# ستيفن ميلنر
ستيفن ميلنر (بالإنجليزية: Stephen Milner)‏ هو لغوي بريطاني، ولد في 27 يونيو 1963.